# Colección Engelman-Ost
La Colección Engelman-Ost es una colección privada de arte uruguayo contemporáneo con sede en Montevideo, Uruguay. Fundada, administrada e integrada con obras adquiridas por el matrimonio conformado por el Dr. Carlos Engelman (Entre Ríos, 1934 - Montevideo, 2021) y Clara Ost (Montevideo, 1940).
La colección se exhibe en su propio espacio privado que es posible visitar previa agenda. Cuenta con una importante cantidad no revelada de obras de más de 80 artistas uruguayos contemporáneos. La colección se fue conformando de acuerdo a las inquietudes e intereses de la pareja que desde la década de 1960 adquiere obras directamente a los artistas sin mediar con galerías de arte.
Su práctica parte de acompañar el crecimiento y desarrollo de los creadores que les interesan, creando un vínculo de amistad más allá de la transacción comercial. Sus elecciones fueron siempre subjetivas, personales, por lo que resulta complejo identificar un guion curatorial en la colección y no puede considerarse representacional del arte contemporáneo uruguayo.

## Historia
Carlos Engelman y Clara Ost realizaron su primera adquisición poco después de contraer matrimonio y esta fue una escultura de María Freire en el año 1963. En la década de 1970 sus compras de obra se volvieron más intensas y frecuentes, y fue a partir de mediados de los 80 y debido a la necesidad de apoyo que veían faltaba a los artistas que la colección comenzó a convertirse en una de las más importantes del país. Además de la relación directa con los artistas y sus talleres, con artistas integrantes del colectivo FAC y el apoyo a su labor, también colaboraron con organismos vinculados a las embajadas de España y Francia como forma de unir esfuerzos para la promoción y desarrollo del arte local.
En 1994 decidieron acondicionar una planta donde funcionaba la clínica de neurofisiología del Dr. Engelman para albergar la colección y abrir al público en ciertos horarios.
El local de 1800 metros cuadrados, ubicado en Cuareim 1430, corresponde a una vieja casona construida en 1840 y reciclada como sala de exposiciones en dos etapas. Primero se habilitó la planta alta y en 2002 se recicló la plata baja. Entre 1996 y 2011 se realizaron en el espacio más de 50 exposiciones de artistas uruguayos, presentaciones de libros, ciclos de conferencias y otras actividades culturales.
En 2009, con el apoyo de la Agencia Española de Cooperación, se publicó el catálogo de la Colección Engelman-Ost, con textos de Patricia Bentancur, Fernando López Lage y Jacqueline Lacasa.
El acervo está integrado mayormente por pintura siendo los artistas con mayor representación Hugo Longa y sus discípulos, entre los que se destacan López Lage, Álvaro Pemper, Margaret Whyte, Virginia Patrone, Gustavo Tabares, entre otros, así como otros artistas cercanos a esa corriente neoexpresionista uruguaya como Carlos Musso, Carlos Seveso, Carlos Barea, Ernesto Vila, Eduardo Cardozo y Juan Uria, cuyas presencias son significativas en la colección.
Dentro de las esculturas que integran la colección predomina también la línea expresionista con obras de artistas que exploran el sentido y significado de los materiales, entre los que se destacan Hugo Nantes, Germán Cabrera, Juan José Núñez, Rimer Cardillo, Lacy Duarte y Águeda Dicancro, entre otros.
El cambio de milenio amplió también los lenguajes expresivos y Engelman-Ost incorporó a su colección obras con nuevas técnicas y lenguajes de artistas más jóvenes como Juan Burgos, Sergio Porro, Florencia Flanagan, Javier Abreu, Javier Bassi, Agustín Sabella o Julia Castagno, entre muchos otros.